# Halysidota pectenella
Halysidota pectenella là một loài bướm đêm thuộc phân họ Arctiinae, họ Erebidae.